# HD 80606
HD 80606 är en dubbelstjärna i stjärnbilden Stora björnen. Den ligger på omkring 580 ljusårs avstånd ifrån solen. 
Stjärnan har visuell magnitud +9,00 och kräver fältkikare eller ett litet teleskop för att kunna observeras.

## Exoplaneter
Närvaron av en exoplanet vid dubbelstjärnan upptäcktes 2001. Den har en massa av ungefär 4 gånger Jupiters och fick beteckningen HD 80606 b.
| Planet | Massa        | Halv storaxel (AE) | Siderisk omloppstid (d) | Excentricitet | Inklination    | Radie       |
| ------ | ------------ | ------------------ | ----------------------- | ------------- | -------------- | ----------- |
| b      | 3,94±0,11 MJ | 0,449±0,006        | 111,43637±0,0009        | 0,93366±0,109 | 89,285±0,0230° | 0,921±0,036 |